# Helicoverpa
Helicoverpa är ett släkte av fjärilar som beskrevs av David F. Hardwick 1965. Helicoverpa ingår i familjen nattflyn.

## Dottertaxa tillHelicoverpa, i alfabetisk ordning[1][2]
- Helicoverpa afra
- Helicoverpa armigera Bomullsknölfly
- Helicoverpa assulta
- Helicoverpa atacamae
- Helicoverpa barbara
- Helicoverpa bracteae
- Helicoverpa commoni (synonym till Helicoverpa armigera)
- Helicoverpa conferta (synonym till Helicoverpa armigera)
- Helicoverpa confusa
- Helicoverpa fletcheri
- Helicoverpa fusca
- Helicoverpa gelotopoeon
- Helicoverpa giacomelli
- Helicoverpa guidellii
- Helicoverpa hamlimolimnus
- Helicoverpa hardwicki
- Helicoverpa hawaiiensis
- Helicoverpa helenae
- Helicoverpa insularis
- Helicoverpa lizeri
- Helicoverpa marmada
- Helicoverpa minuta
- Helicoverpa neckerensis
- Helicoverpa nihoaensis
- Helicoverpa obsoleta
- Helicoverpa ochracea
- Helicoverpa pacifica
- Helicoverpa pallida
- Helicoverpa prepodes
- Helicoverpa pulverosa
- Helicoverpa punctigera
- Helicoverpa rama
- Helicoverpa richinii
- Helicoverpa rufa
- Helicoverpa separata
- Helicoverpa signata
- Helicoverpa stombleri
- Helicoverpa succinea
- Helicoverpa temperata
- Helicoverpa tibetensis
- Helicoverpa titicacae
- Helicoverpa toddi
- Helicoverpa umbrosus
- Helicoverpa uniformis
- Helicoverpa zea

## Bildgalleri

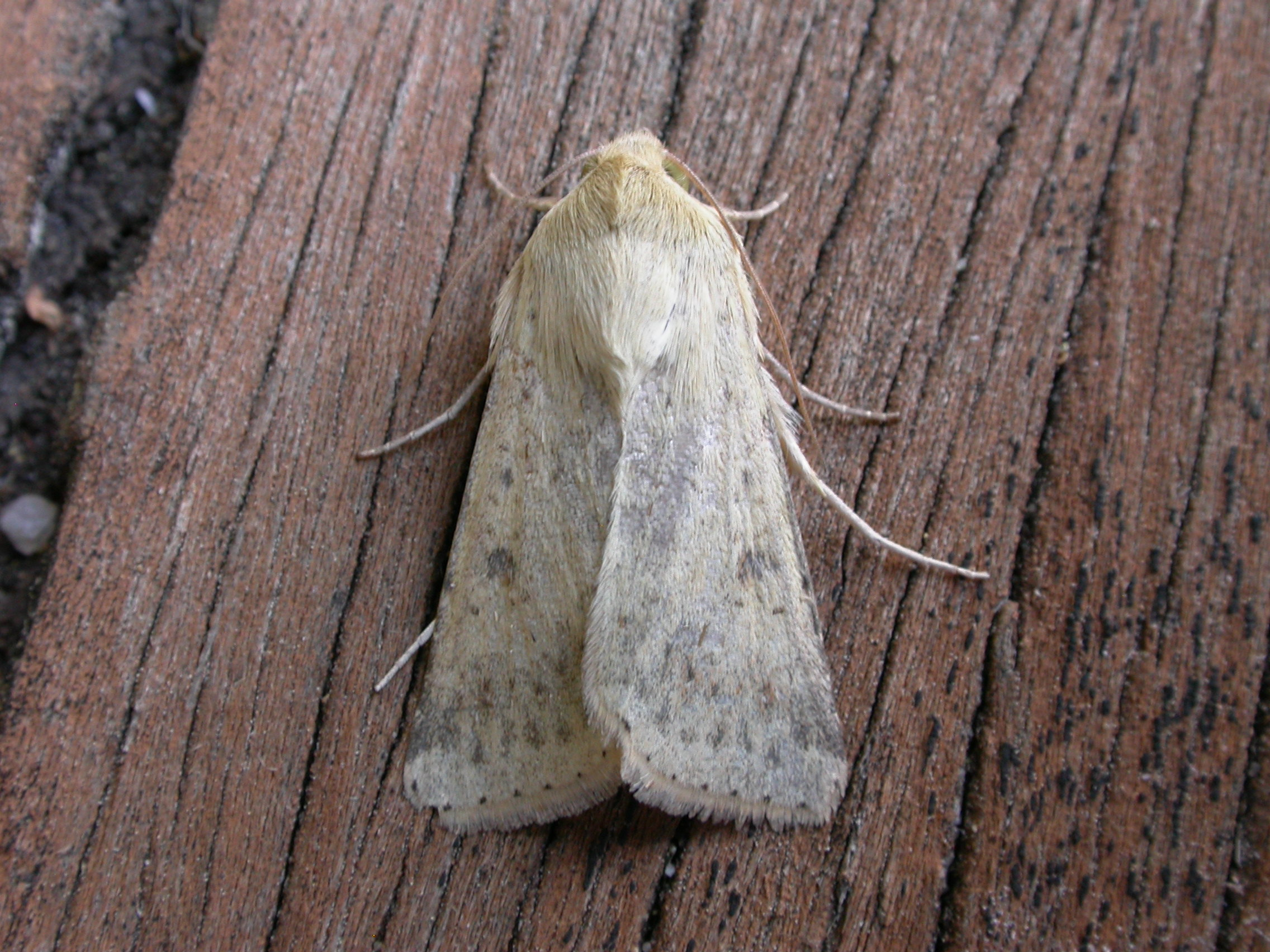
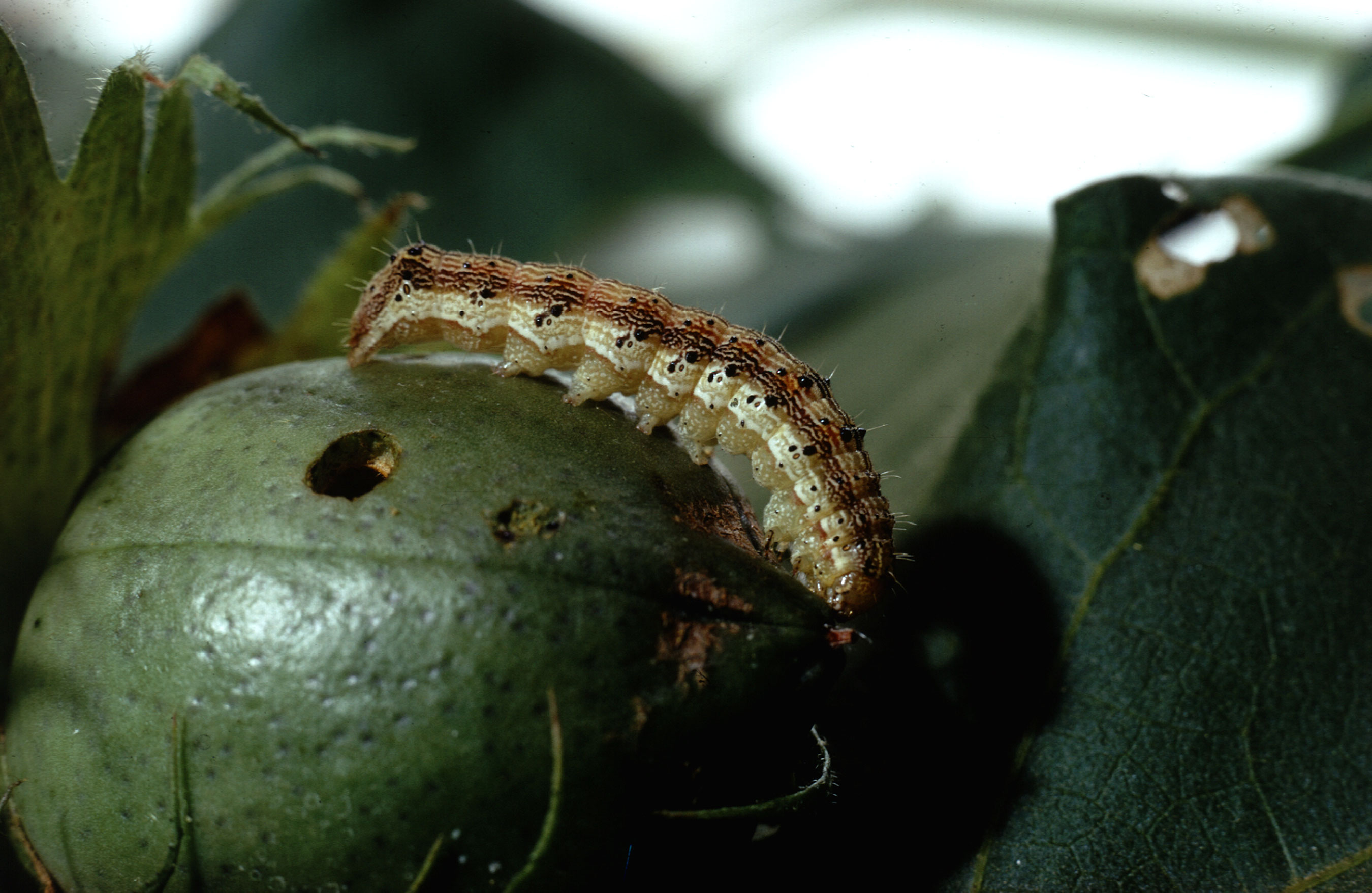